# 洛雷代库沃
洛雷代库沃（法語：L'Orée-d'Écouves，法語發音：[lɔʁe dekuv]）是法国奥恩省的一个市镇，属于阿朗松区。该市镇于2019年由原市镇利韦、丰特奈莱卢韦、隆格诺和圣迪迪耶苏塞库沃合并而成，行政中心位于利韦。

## 地名
“洛雷代库沃”（L'Orée-d'Écouves）一名在法语中意为“埃库沃的边缘”，而“埃库沃”指的是埃库沃森林。

## 地理
洛雷代库沃（48°30'53"N, 0°1'59"W）面积44.45 平方千米，位于法国诺曼底大区奧恩省，该省份为法国西北部内陆省份，北起顺时针与卡爾瓦多斯省、厄尔省、厄尔-卢瓦省、萨尔特省、马耶讷省和芒什省接壤。
与洛雷代库沃接壤的市镇（或旧市镇、城区）包括：唐维尔、拉费里耶尔贝谢、拉朗德德古、鲁佩鲁、圣埃利耶莱布瓦、拉罗什马比勒、萨尔通河畔圣但尼、屈赛、圣尼古拉德布瓦、勒布永、埃库沃。
洛雷代库沃的时区为UTC+01:00、UTC+02:00（夏令时）。

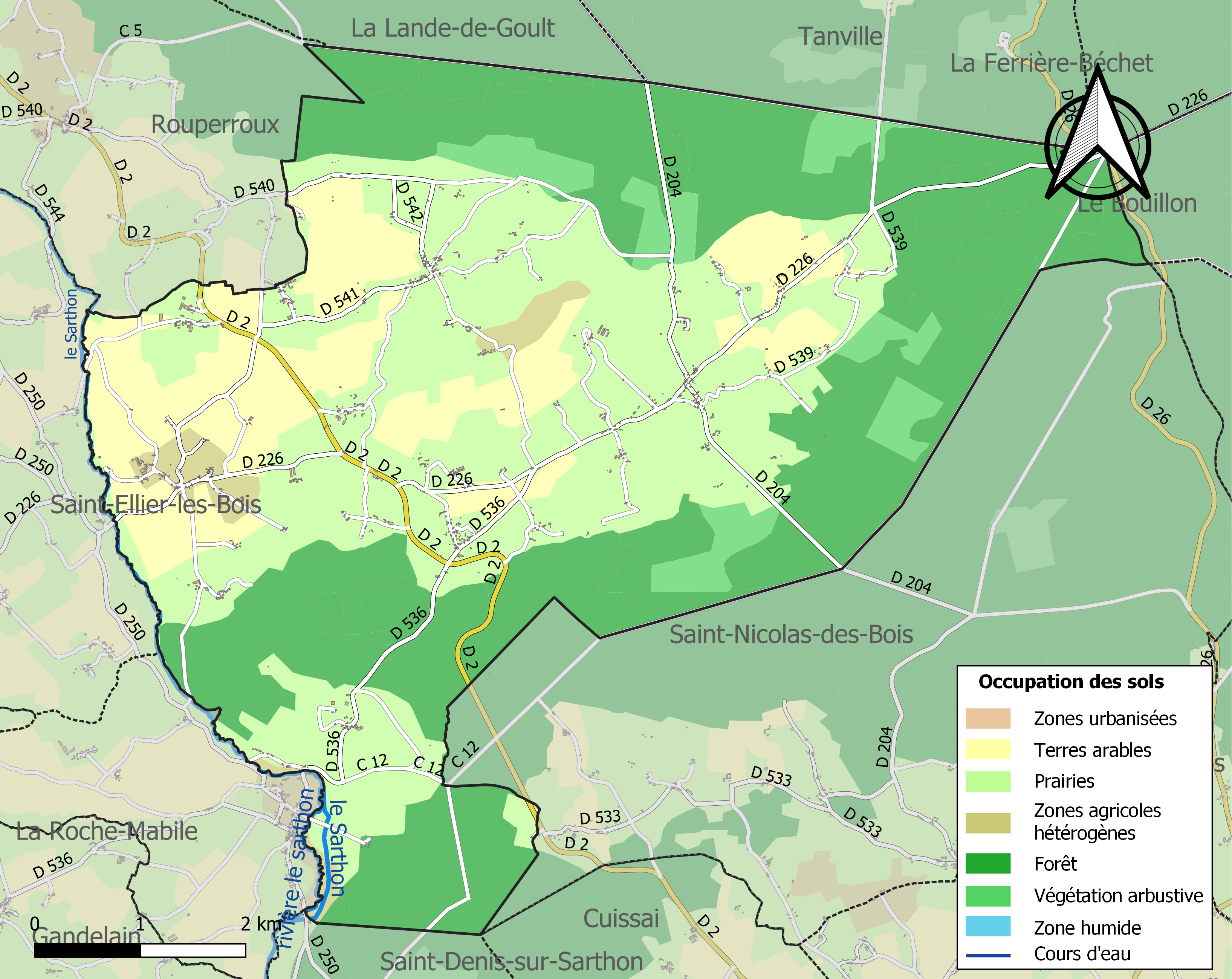
洛雷代库沃的OSM定位图

## 行政
洛雷代库沃的邮政编码为61420，INSEE市镇编码为61228。

## 政治
洛雷代库沃所属的省级选区为马尼勒代塞尔县。

## 人口
洛雷代库沃于2022年1月1日时的人口数量为730人。